# Ferrovia Calalzo-Padova
La ferrovia Calalzo-Padova è una linea ferroviaria gestita da RFI che utilizza tratte ferroviarie costruite in tempi diversi:
- da Calalzo a Belluno la linea Belluno-Calalzo, inaugurata tra il 1912 e il 1914;
- da Belluno a Montebelluna la linea Belluno-Feltre-Treviso, inaugurata tra il 1884 e il 1886;
- da Montebelluna a Camposampiero la linea Montebelluna-Camposampiero, inaugurata nel 1886;
- da Camposampiero a Padova la linea Bassano del Grappa-Padova, inaugurata nel 1887.

Con il cambio orario del 13 dicembre 2015 sono stati soppressi i collegamenti diretti tra Calalzo e Padova e viceversa: i viaggiatori che dal bellunese intendono recarsi a Padova o viceversa sono costretti a cambiare a Montebelluna e/o a Belluno.
Attualmente ci sono corse dirette da Calalzo a Vicenza passando per Padova, effettuate solitamente nei giorni festivi.